# Connor Franta
Connor Franta   (La Crosse, 12 de novembre de 1992) és un youtuber, emprenedor i escriptor estatunidenc. El novembre de 2015 el seu principal canal de YouTube comptava amb 5 milions de subscriptors. Franta va ser membre del grup de YouTube Our Second Life (abreujat, Our2ndLife i O2L) sota la xarxa Fullscreen, però ara és un membre independent de la xarxa Big Frame, dirigida per Andrew Graham. Franta s'ha implicat recentment en diverses empreses, incloent-hi una línia de roba, curació de música, així com una marca de cafè i estil de vida anomenada Common Culture. El seu primer llibre, una obra de memòries, A Work in Progress, es va publicar el 21 d'abril de 2015. El juliol de 2015 es van donar a conèixer els detalls de Heard Well, un segell discogràfic cofundat per Franta.

## Biografia
Connor Franta va néixer a Wisconsin, fill de Peter i Cheryl Franta, metge i mestressa de casa, respectivament. Poc després del seu naixement, la seva família es va traslladar a La Crescent (Minnesota). Té dos germans, Dustin i Brandon, i una germana anomenada Nicola. La seva família és catòlica. Connor va assistir a la St. Peter's Catholic School de Hokah (Minnesota). Durant la infantesa tenia sobrepès i la seva mare el va inscriure a un equip de natació de YMCA. Va córrer camp a través mentre estudiava a La Crescent High School, on es va graduar el 2011.
Va estudiar negocis a la Universitat Saint John de Collegeville (Minnesota). El 8 de desembre de 2014 Franta es va pronunciar públicament sobre la seva homosexualitat en un vídeo de YouTube, on afirmava que havia acceptat el que era i que era "feliç amb aquesta persona". També va parlar sobre l'ajuda que havia rebut d'altres persones a Internet, i volia donar a les persones que lluiten amb la seva sexualitat consells similars. Aquest vídeo de sis minuts, titulat "Coming Out", té més de 10 milions de visualitzacions i més de 890.000 gustos, i és el segon vídeo més vist al canal de Franta a data del 17 de gener de 2016.

## Carrera

### YouTube

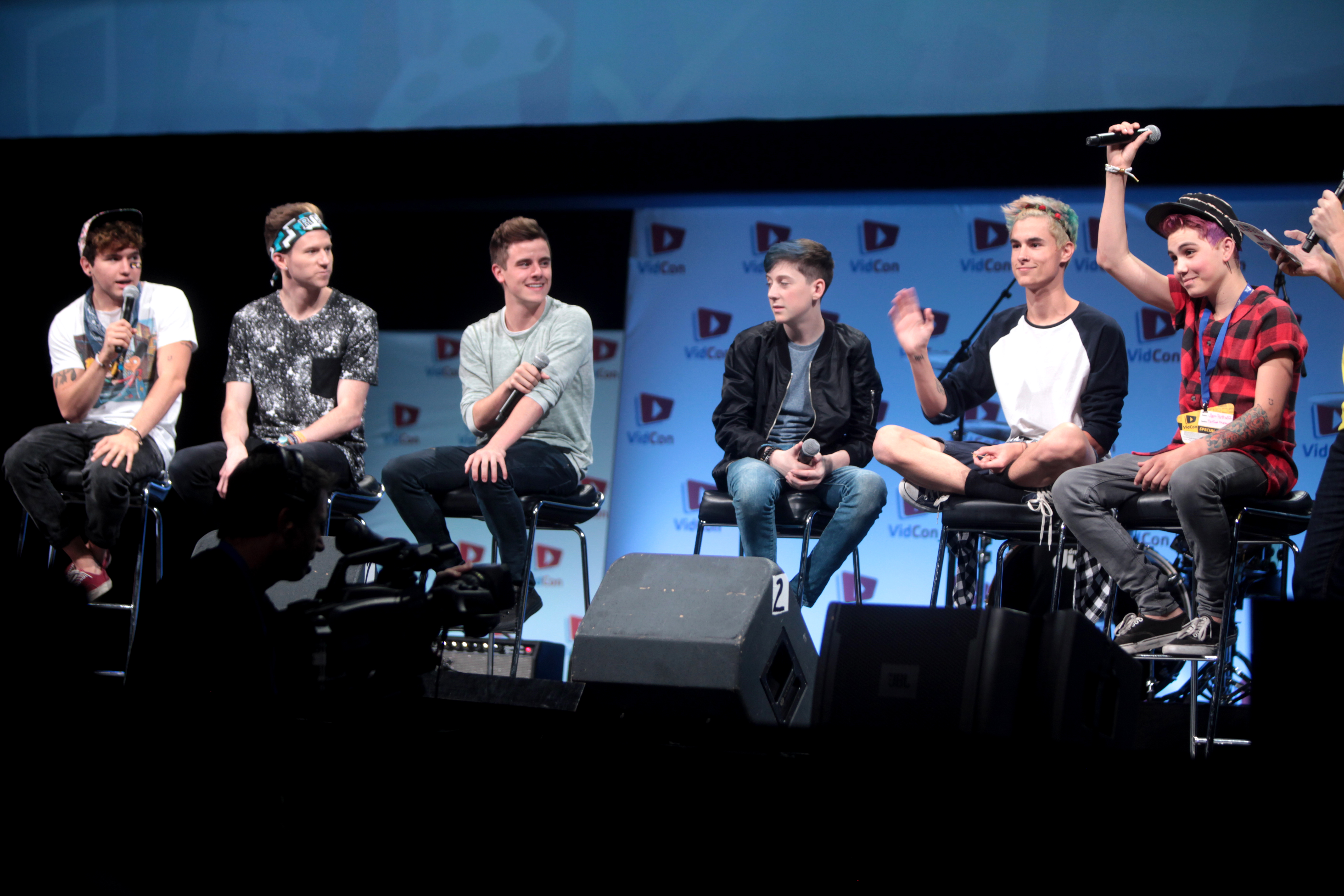
Franta (tercer des de l'esquerra) amb altres membres de Our2ndLife a VidCon 2014

Inspirat per altres videobloguers de YouTube com Shane Dawson i Mitchell Davis, Franta va carregar el seu primer vídeo a YouTube l'agost de 2010. Compta amb més de 355 milions de visites al seu canal i més de 5.580.000 de subscriptors, i és el 158è canal més subscrit del món.
El 2012 es va unir a un canal col·laboratiu conegut com a Our2ndLife juntament amb altres cinc youtubers (Kian Lawley, Trevor Moran, Justin "JC" Caylen, Ricky Dillon i Sam Pottorff) que el va ajudar a guanyar popularitat. Va anunciar la seva sortida del grup el juliol de 2014 a causa de problemes personals.
El 2014 Franta va ser nominat per a un Teen Choice Award en la categoria "Estrena web: Masculina", però va perdre enfront de Tyler Oakley. Ha fet aparegut en els vídeos de YouTube Rewind 2014 i 2015, un homenatge per part de YouTube per als vídeos més populars de l'any. El 2015 Franta va ser nominat de nou per a un Teen Choice Award a l'artista de l'any i en la categoria de "Choice YouTuber", però va perdre enfront de Cameron Dallas i Bethany Mota, respectivament. També va ser nominat per a un premi Streamy a l'artista de l'any escollit pel públic. L'octubre de 2015 Franta va aparèixer com una celebritat a StreamCon, que va tenir lloc a la ciutat de Nova York.
El gener de 2016 Franta va guanyar el premi a estrella de YouTube favorita als 42ns premis People's Choice.

### Altres projectes

#### The Thirst Project
Franta va celebrar el seu 22è aniversari el 2014 llançant una campanya de recaptació de fons per The Thirst Project per construir pous d'aigua per a les persones de Swazilàndia. Es va fixar la meta de recaptació de 120.000 dòlars en un mes, oferint incentius com ara samarretes, cartells, un reconeixement en un dels seus vídeos i una trucada de Skype amb ell. En 48 hores els aficionats van donar més de 75.000 dòlars i es van assolir l'objectiu de 120.000 en deu dies. A finals del mes, la campanya va recaptar més de 230.000 dòlars. Més tard, va visitar Swazilàndia per veure els pous que les donacions havien ajudat a construir. Franta va rebre el premi Governor pel seu treball en la 6a Gala Anual de Thirst el 30 de juny de 2015.Franta va posar en marxa una segona campanya pel seu 23è aniversari amb l'objectiu de recaptar 180.000 dòlars en 30 dies. Quan la campanya es va tancar a l'octubre de 2015, havia recaptat més de 191.000 dòlars, que van contribuir a la construcció de 16 pous d'aigua a Swazilàndia.

#### Emprenedoria
L'11 de novembre de 2014 Franta va llançar un àlbum recopilatori, Crown, Vol. 1, de cançons de músics emergents. L'àlbum es va classificar en la llista Billboard 200. El 3 de març de 2015 es va publicar una segona recopilació sota la marca de Franta Common Culture, seguida d'una tercera compilació el 24 de juliol de 2015, d'una quarta el 25 de desembre de 2015 i d'una cinquena el 28 d'abril, 2016.
El juliol de 2015 es va anunciar que havia fundat Franta un segell discogràfic, Heard Well, en col·laboració amb el seu representant Andrew Graham i Jeremy Wineberg de la distribuïdora Opus Label (a través de la qual es van publicar les dues primeres compilacions de Franta). Variety va descriure Heard Well com "un segell de música centrat en la producció d'àlbums de compilació d'artistes desconeguts curats per influenciadors digitals". Amanda Steele, Lohanthony i Jc Caylen són les primeres estrelles digital amb les quals han signat per elaborar compilacions.
El febrer de 2015 Franta va llançar la seva pròpia línia de cafè, anomenada Common Culture Coffee. El cafè era produït en col·laboració amb LA Coffee Club i un dòlar de cada bossa de cafè es donava a The Thirst Project. El juny de 2015 Franta va llançar una línia limitada de peces de vestir, realitzada en col·laboració amb Junk Food Clothing. El gener de 2016 Franta va publicar el seu nou lloc web per Common Culture.

#### Memòries
Franta va passar més d'un any escrivint les seves memòries, A Work in Progress, que tracta la seva vida des del naixement i històries personals. Es va publicar el 21 d'abril de 2015. Acompanyant el llançament del llibre, Franta va promocionar el llibre a Minnesota, Houston, Orlando, Nova York, Jersey City i Los Angeles, Londres, Birmingham, Manchester, Liverpool i Leeds al Regne Unit, Sydney, Melbourne, Brisbane i Perth a Austràlia. El llibre va passar setze setmanes a la llista dels més venuts de The New York Times i se'n van vendre més de 200.000 còpies.

## Vida personal
S'ha especulat força que vora el 2014 va mantenir una relació sentimental amb el youtuber i cantant Troye Sivan.